# تشارلز آرثر غوفرو
تشارلز آرثر غوفرو هو سياسي كندي، ولد في 29 سبتمبر 1860 في للسل فيرته في كندا، وتوفي في 9 أكتوبر 1924. نشط حزبياً في الحزب الليبرالي الكندي. وقد انتخب عضو مجلس العموم الكندي.